# Borūjen (kommunhuvudort i Iran)
Borūjen (persiska: اَمروجان, بِرُّجِن, بُروجان, بروجن) är en kommunhuvudort i Iran.   Den ligger i provinsen Chahar Mahal och Bakhtiari, i den centrala delen av landet, 400 km söder om huvudstaden Teheran. Borūjen ligger 2 230 meter över havet och antalet invånare är 52 654.
Terrängen runt Borūjen är platt åt nordost, men åt sydväst är den kuperad.Runt Borūjen är det ganska glesbefolkat, med 43 invånare per kvadratkilometer. Borūjen är det största samhället i trakten. Omgivningarna runt Borūjen är i huvudsak ett öppet busklandskap.